# 川島松原町
川島松原町（かわしままつばらまち）は、岐阜県各務原市の地名。丁番を持たない単独町名である。

## 地理
各務原市の南西部の川島地区に位置する。
川島松原町と川島河田町とは入り組んでおり、飛び地も多い。川島松原町の中心となる地域は川島地区の南部から中西部である。おおまかには、東部が川島河田町、川島松倉町、西部が川島河田町、川島緑町、川島渡町、北部が川島笠田町、南部が愛知県一宮市である。
前述の通り、川島河田町とは入り組んでいるため、古くから地域としては一体化しており、川島松原町と川島河田町を合わせて松河（しょうか）とも呼称する。
木曽川（木曽川本流・南派川）に接する。木曽川本流には川島大橋があり川島笠田町と、南派川には河田橋があり愛知県一宮市と結んでいる。
道路
- 県道180号松原芋島線
- 県道114号一宮各務原線
- 県道115号一宮川島線

### 小字
※明治後期から昭和初期に作成された「羽島郡川島村大字ごとの字地図」による。尚、ここでの記述は、当時大字松原島の一部であった渡島分区、北山分区を含まない。
- 河田島東
- 河田島前
- 河田島
- 河田島浦
- 山神前
- 山神西
- 三ツ屋　※川島河田町にも三ツ屋がある。区別するため、川島河田町の三ツ屋を三ツ矢とも称する。
- 三ツ屋前
- 神明東
- 雁場
- 雁場前
- 出来野　※川島河田町にも出来野がある。
- 三斗山
- 本郷
- 太助屋敷
- 六八野

## 歴史
江戸時代は羽栗郡松原島村であり、旗本坪内氏領であった。
1889年（明治22年）7月1日に松倉村、河田島村、笠田村、小網島村、松原島村の5ヶ村が合併し川島村が成立。大字松原島となる。1890年（明治23年）1月に円城寺村字嘉左エ門島、字小屋場島が川島村へ編入され、字嘉左エ門島は大字松原島字嘉左エ門島、小屋場島は字嘉左エ門島の一部となる。
1911年（明治44年）に大字松原島に区制が施行され、大字松原島字渡島が大字松原島渡島分区、大字松原島字嘉左エ門島が大字松原島北山分区となる。
1924年（大正13年）から始まった木曽川上流改修工事により笠田島と松原島の間を開削して木曽川本流を流すことになり、三斗山集落（三斗山島）の住民が集団移住する。
1956年（昭和31年）10月1日に町制施行により川島町となると同時に松原町に改称。渡島分区は渡町、北山分区は北山町となり分立。北山分区の一部（小屋場）は笠田町に編入される。
1988年（昭和63年）から川島町松河西部土地区画整理組合により行われていた、河田町の一部と松原町の一部、渡町の一部（23.25ha）の土地区画整理事業により、1994年（平成6年）にこの地域をもって緑町を設置（土地区画整理事業は1996年（平成8年）に完了）。
2004年（平成16年）11月1日、羽島郡川島町が各務原市に編入されると同時に、川島松原町に改称する。

## 世帯数と人口
2024年（令和6年）4月1日現在の世帯数と人口は以下の通りである。
| 町丁       | 世帯数  | 人口    |
| ---------- | ------- | ------- |
| 川島松原町 | 568世帯 | 1,388人 |

## 小・中学校の学区
市立小・中学校に通う場合、学区は以下の通りとなる。
| 番・番地等 | 小学校               | 中学校               |
| ---------- | -------------------- | -------------------- |
| 全域       | 各務原市立川島小学校 | 各務原市立川島中学校 |

## 交通
- 各務原市ふれあいバス川島線
- 名鉄バス一宮・川島C線、木曽川線

## 主な施設
- 国土交通省中部地方整備局木曽川上流河川事務所木曽川第一出張所
- 各務原市川島健康福祉センター
- 河跡湖公園
- かわしま育ちの庭
- かわしま学びの庭
- 西養寺
- 神明神社（川島松原町299-1-2） - 旧・村社
- 神明神社（川島松原町299-4）
- 神明神社（川島松原町303-1） - 旧・三斗山島の神社
- 秋葉神社
- 招魂社 - 川島地区全域の招魂社
- 県道公民館
- 松南公民館